# Иналово
Иналово — село в Юрьев-Польском районе Владимирской области России, входит в состав Симского сельского поселения.

## География
Село расположено на берегу речки Симка в 9 км на юго-запад от центра поселения села Сима и в 24 км на северо-запад от райцентра города Юрьев-Польский.

## История
В отказных патриарших книгах 1646 года Иналово значится дворцовой деревней, приходом принадлежавшей селу Кузьминскому. Во второй половине XVIII века в Иналове уже существовала церковь. В 1834 году на средства помещицы села княгини Варвары Сергеевны Голицыной и прихожан была построена каменная церковь с двумя престолами: холодный — в честь святого апостола Филиппа и теплый предельный — во имя святой мученицы Параскевы. В 1862 году при церкви была построена каменная колокольня. В 1893 году приход состоял из одного села, в котором числилось 44 двора, мужчин — 144, женщин — 173. С 1893 года в селе существовала школа грамоты, помещавшаяся в доме священника. В годы Советской Власти церковь была полностью разрушена.  
В конце XIX — начале XX века село входило в состав Симской волости Юрьевского уезда.
С 1929 года село входило в состав Добрынского сельсовета Юрьев-Польского района, с 1965 года — в составе Матвейщивского сельсовета.

## Население
| 1859 | 1905 | 2002 | 2010 | 2021 |
| ---- | ---- | ---- | ---- | ---- |
| 337  | ↘333 | ↘3   | ↘0   | →0   |